# Valentina Castro
María Martha Valentina Castro Lopéz (Amecameca, Estado de México, 19 de enero de 1935) es una bailarina, maestra, coreógrafa, directora, promotora e investigadora de danza escénica mexicana, que ha experimentado dentro de la danza moderna, contemporánea y posmoderna.

## Formación
Inició sus estudios dancísticos en 1947 en la Escuela Nacional de Danza, dirigida por Nellie Campobello, en el Instituto Nacional de Bellas Artes (INBA). Ahí recibió enseñanzas de técnica clásica, danza española, danza mexicana, teoría e historia de la danza, con los maestros Gloria y Nellie Campobello y Ernesto Agüero. Se integró como bailarina del Ballet de la Ciudad de México (1949). Paralelamente a esas actividades, en 1948 participó en la Confederación de Danzantes de Santiago Tlatelolco, para diversas celebraciones religiosas.
En 1948 ingresó a la Academia de la Danza Mexicana (ADM) del INBA para realizar estudios profesionales en danza moderna y composición. Entre sus maestros estuvieron Ana Mérida, Anna Sokolow, Adolph Bolm, Cynthia Risley, María Alba, Xavier Francis, Nini Theilade, Marcelo Torreblanca, Luis Felipe Obregón, Doris Humphrey, Lucas Hoving, José Limón y muchos más. 
En 1951 fue becada en Connecticut College, en donde estudió con Sophie Maslow, Martha Graham, José Limón, Jane Dudley, Charles Weidman, Irving Burton, Else Grelinge y Louis Horst; y en Jacob’s Pillow con Ted Shawn, Josefina García, Margaret Craske y Ruth St. Denis.
Durante su permanencia en el Ballet Nacional de México (BNM), de 1956 a 1965, Valentina Castro realizó diversos estudios de música con Guillermo Noriega y Carlos Jiménez Mabarak; de análisis de teatro con Luisa Josefina Hernández; de actuación con Lola Bravo; de danza moderna con Guillermina Bravo y Carlos Gaona, y de ballet con Sonia Castañeda. Además, es parte de la generación que recibió las primeras enseñanzas de técnica Graham por parte de los maestros y bailarines de la Compañía de Martha Graham, iniciando con David Wood en 1959, y en 1964 ella acudió a Nueva York a estudiar en la escuela Graham con Bertram Ross, Yuriko, David Wood y Gene McDonald, entre otros.
Tomó clases también con Merce Cunningham en la ADM en 1956.
Valentina Castro también fue parte de la generación de bailarines que asimilaron la técnica Nikolais, gracias a la intervención de Amalia Hernández, que se encargó de programar cursos en las instalaciones del Ballet Folklórico de México, con diversos maestros (1974-1979). Además, becó a Valentina Castro para estudiar en la escuela Nikolais en Nueva York, y estudió con Murray Louis y Phyllis Lamhut (1975 y 1976). 
Su deseo permanente por aprender y experimentar la ha llevado a realizar numerosos cursos de técnicas dancísticas (Limón, Graham, Francis, Nikolais, ballet y otras), improvisación, conscientización corporal, análisis del movimiento, y numerosos seminarios, como los que cursó con Eugenio Barba (1987) y sobre danza butoh (1988).

## Trayectoria profesional
Participó de manera muy activa como bailarina en el periodo 1950 a 1959 en la Academia de la Danza Mexicana (ADM), convirtiéndose en una brillante intérprete de las obras de danza moderna nacionalista que se estrenaron en esos años. Una de ellas, Tonantzintla de José Limón, fue presentada en diversas ciudades de Estados Unidos, a donde acudió becada para participar en los festivales de danza de Connecticut College y de Jacob’s Pillow (ambos en 1951). 
Además de obras de Limón, en la ADM Valentina Castro bailó coreografías de Guillermo Keys, Xavier Francis, Rosa Reyna, Martha Bracho, Doris Humphrey, Elena Noriega, Guillermo Arriaga, Olga Cardona, Raquel Gutiérrez y Helena Jordán. Su “fuego interpretativo” le valió  incluso aparecer en la portada de la revista Dance Observer de Nueva York (octubre 1951).
Durante los años 1955 a 1964 fue bailarina del Ballet Nacional de México (BNM), dirigido por Guillermina Bravo, y participó en obras de Josefina Lavalle, Guillermina Bravo, Waldeen, Raúl Flores Canelo, David Wood, Carlos Gaona y Joan Gainer, en las que fue considerada una bailarina “de esas que enriquecen cualquier danza por su enorme capacidad de recreación”.
Luego de la célebre gira de 1957 por Europa y China, Valentina Castro fue pieza importante en la transición de la danza moderna a la contemporánea dentro del BNM. Esta nueva forma se alejó del discurso literal para elaborar sobre los elementos propios de la danza (cuerpo, espacio, tiempo, energía). Además de esa gira, participó en otras a ciudades del país y de Estados Unidos y Cuba.
En 1967 se integró al Ballet Independiente, codirigido por Raúl Flores Canelo y Gladiola Orozco, en donde bailó y creó numerosas obras de refrescante neonacionalismo dentro de la danza contemporánea hasta 1971. Bailó obras de Flores Canelo, Graciela Henríquez, John Fealy y Juan José Gurrola. Con esta compañía realizó giras por ciudades del país y de Cuba, Honduras, Guatemala, El Salvador y Estados Unidos.
En el periodo de 1969 a 1972 también participó como bailarina invitada al Ballet de la Universidad de Guanajuato.
En 1973 Valentina Castro y un pequeño grupo de experimentados bailarines y coreógrafos fundaron el Grupo Expansión 7, que rompió con la danza escénica que se hacía en México, y elaboraron una propuesta interdisciplinaria e innovadora que apostó por la experimentación radical, la improvisación y el rigor, y es el antecedente del movimiento de danza contemporánea y posmoderna independiente que sacudió al país. A este también se incorporó Valentina con su propio grupo; al desaparecer Expansión 7 en 1977, fundó el grupo Valentina Castro Danza Teatro Mexicano, como directora general, al lado de Canuto García, su coordinador.
En 1981 fundó junto con Carlos Gaona el Teatro Danza de México, que debutó con El maleficio de la mariposa de Federico García Lorca, y presentó Landru de Alfonso Reyes, entre otras obras. 
Como maestra, Valentina Castro ha tenido un importante desarrollo y sus enseñanzas han impactado en diferentes escuelas y ciudades. Ha impartido clases de diversas áreas, siempre con su visión experimental y de búsqueda. De técnica Graham en la ADM (1951-1960); Ballet Nacional (1959); en la ciudad de Xalapa (1960); Escuela de Bellas Artes de la Universidad Michoacana de San Nicolás de Hidalgo, en Morelia, Michoacán (1964-1967); en la Universidad de Guanajuato (1968); Seminario de danza contemporánea y experimentación coreográfica del BNM (1972); la Escuela de Danza y la compañía del Ballet Folklórico de México (1973-1975). Luego de ser becada para estudiar en Nueva York en la escuela de Alvin Nikolais, Valentina Castro impartió esa técnica en la Escuela de Danza del Ballet Folklórico de México. Ahí continuó su labor docente hasta 1980 y también participó como coordinadora de dicha escuela.
El recorrido de Valentina Castro por el país se había iniciado en Michoacán, pero continuó a Guanajuato, Sinaloa y Nuevo León. En Morelia, inició la dura labor de formar bailarines y sensibilizar al público dentro de la danza contemporánea. 
En Culiacán fue maestra de la Escuela José Limón y asesora del Taller de Danza Contemporánea de la institución, perteneciente a Difocur (1981-1985).  Nuevamente su espíritu rebelde la llevó a innovar en la enseñanza de la danza y la formación de bailarines. Desarrolló su método recuperando múltiples elementos de la danza y el deporte, a los que fortaleció con el desarrollo de la sensibilidad y creatividad de los alumnos. También en Culiacán, con un grupo de universitarias, creó un equipo multidisciplinario feminista de estudio y apoyo a las mujeres.
En la capital regia se integró a la Escuela Superior de Música y Danza del INBA, donde impartió clases de técnica Graham, técnica Nikolais, coreografía, entre otras, y fue Coordinadora del Área de Danza Contemporánea. Además, trabajó con su propio grupo dancístico (Valentina Castro Danza Teatro Mexicano), estimuló el movimiento independiente de danza contemporánea y organizó el primer Encuentro Metropolitano de Danza Contemporánea (1986), que al cumplir 30 años ininterrumpidos en la ciudad de Monterrey (2015) se le brindó un gran homenaje por su labor.
Otros reconocimientos que ha recibido son el Homenaje Una vida en la Danza del INBA (1995) y el Premio Nacional de Danza José Limón de Conaculta-INBA y gobierno del estado de Sinaloa.
En 1997 Valentina Castro regresó a la Ciudad de México a impartir clases en la Escuela Nacional de Danza “Nellie y Gloria Campobello” del INBA, donde ha hecho planteamientos innovadores en el área técnica y creativa, productos de su profundo conocimiento de las técnicas hegemónicas, pero también de las alternativas. En 2014, dentro de esta escuela, inició el diplomado creado y conducido por ella “Danza educativa”.
También en 1997 realizó un viaje a Viena para trabajar teatro danza con el director teatral Miguel Gaspar y su grupo Carpa Teatro. Su deseo de bailar la llevó a la danza butoh, que estudió con Ko Murobushi desde 2000. Cuatro años después inició sus estudios en Dance Ability con Alito Alessio, con quien obtuvo la certificación de esa propuesta en la Universidad de Oregón (2005).
Valentina Castro ha creado diplomados, ha recibido homenajes y reconocimientos por su labor, ha sido objeto de estudio como artista; sin embargo, no ha perdido su sello: es una joven eterna. Vive en la inconformidad y la búsqueda, en la resistencia y el cuestionamiento, aprende y recrea, enseña e inspira.
Valentina Castro es una de las más grandes artistas de la danza mexicana: su labor como bailarina, maestra, coreógrafa, pedagoga y creadora de técnicas, gestora y constructora de tendencias la respaldan. A lo largo de su vida ha sido capaz de reinventarse a sí misma, de desarrollarse en los diversos géneros de la danza, hacer aportaciones para la transformación de este arte, fundar instituciones y proyectos para la formación de bailarines, maestros y coreógrafos. 

## Obra coreográfica
- 1953 Muros verdes (obra colectiva, estrenada con la ADM)
- 1953 Integración (estrenada en el Teatro Florida de Monterrey, Nuevo León)
- 1953 Creación del Quinto sol (estrenada con el Teatro Mexicano de Masas)
- 1969 Adán y Eva (estreno Ciudad de Puebla)
- 1970 Retratos agónicos y vivientes (estreno en Palacio de Bellas Artes, Ciudad de México)
- 1973 En una sola llama (estreno en Teatro del Bosque, Ciudad de México)
- 1974 Desdoblamiento (estreno en Teatro Jiménez Rueda, Ciudad de México)
- 1976 Naturae (estreno en Teatro del Ballet Folklórico de México, Ciudad de México)
- 1978 Omeyucan (estreno en Teatro del Ballet Folklórico de México, Ciudad de México)
- 1978 Galaxias (en coautoría con Canuto García, estreno en Teatro del Ballet Folklórico de México, Ciudad de México)
- 1978 Constelación interrumpida (estreno en Teatro del Ballet Folklórico de México, Ciudad de México)
- 1979 A puñados de luz sonoros
- 1980 Badia
- 1982 Danza en el umbral al sur de lo soleado (estreno en Teatro Calderón, Culiacán, Sinaloa)
- 1982 Luminosa (estreno en Teatro Calderón, Culiacán, Sinaloa)
- 1982 Tránsito de luz y sombra (estreno en Teatro Calderón, Culiacán, Sinaloa)
- 1983 y 1984 Espectáculos de poesía en movimiento, con poesía de Josefina Reyes, Rosario Castellanos y Guadalupe Amor. Día Internacional de la Mujer (estrenado en Teatro Calderón, Culiacán, Sinaloa)
- 1985 Dos figuras en verde (estreno en Teatro Calderón, Culiacán, Sinaloa)
- 1985 Códices (estreno en Teatro Calderón, Culiacán, Sinaloa)
- 1985 Los de adelante corren mucho (estreno en Teatro Calderón, Culiacán, Sinaloa)
- 1987 Kadu (estreno en el Teatro de la Ciudad de Monterrey, Nuevo León)
- 1987 Encuentros (estreno en el Teatro de la Ciudad de Monterrey, Nuevo León)
- 1987 Relaciones (estreno en el Teatro al aire libre, Monterrey, Nuevo León)
- 1987 Duendes (estreno en el Teatro Chopin, Monterrey, Nuevo León)
- 1988 Días de fiesta (estreno en el Teatro de la Ciudad de Monterrey, Nuevo León)
- 1988 Brasileira (estreno en el Teatro de la Ciudad de Monterrey, Nuevo León)
- 1989 Luz detenida en el aire (estreno en el Teatro de la Ciudad de Monterrey, Nuevo León)
- 1998 Coreografías para obra de teatro Chicano
- 2001 Edge 01 face/Edge 02-cach (con Ko Murobushi)
- 2003 Trayecto obstinado
- 2005 Sola nota de dolor obstinado
- 2006 Memorias de Tonantzintla (con Rocío Sagaón y Martha Castro)